# ريو بريسنر
ريو بريسنر  (بالتشيكية: Rio Preisner)‏- (2 أغسطس 2007- 13 نوفمبر 1925) شاعروفيلسوف ومترجم، تشيكي. وباحث من جمهورية التشيك والأدب الألماني.